# فؤاد بایراموف
فؤاد بایراموف (انگلیسی: Fuad Bayramov؛ زادهٔ ۳۰ نوامبر ۱۹۹۴) بازیکن فوتبال اهل جمهوری آذربایجان است.
از باشگاه‌هایی که در آن بازی کرده‌است می‌توان به باشگاه فوتبال کشله اشاره کرد.
وی همچنین در تیم‌های ملی فوتبال زیر ۱۷ سال، زیر ۱۹ سال و زیر ۲۱ سال جمهوری آذربایجان بازی کرده‌است.